# Get a Grip
Get a Grip — одинадцятий студійний альбом гурту «Aerosmith». Виданий 20 квітня 1993 року. Загальна тривалість композицій становить 64:12. Альбом відносять до напрямку хард-рок, блюз-рок.

## Список пісень
| #   | Назва                | Автор                                            | Тривалість |
| --- | -------------------- | ------------------------------------------------ | ---------- |
| 1.  | «Intro»              | Стівен Тайлер, Джо Перрі, Джим Валлонс           | 0:24       |
| 2.  | «Eat The Rich»       | Стівен Тайлер, Джо Перрі, Джим Валлонс           | 4:11       |
| 3.  | «Get a Grip»         | Стівен Тайлер, Джо Перрі, Джим Валлонс           | 3:59       |
| 4.  | «Livin' On The Edge» | Стівен Тайлер, Джо Перрі, Марк Хадсон            | 4:15       |
| 5.  | «Fever»              | Стівен Тайлер, Джо Перрі                         | 6:20       |
| 6.  | «Flesh»              | Стівен Тайлер, Джо Перрі, Дезмонд Чайлд          | 5:56       |
| 7.  | «Walk On Down»       | Джо Перрі                                        | 3:38       |
| 8.  | «Shut Up And Dance»  | Стівен Тайлер, Джо Перрі, Джек Блейдс, Томмі Шоу | 4:55       |
| 9.  | «Cryin'»             | Стівен Тайлер, Джо Перрі, Тейлор Роудс           | 5:08       |
| 10. | «Gotta Love It»      | Стівен Тайлер, Джо Перрі, Марк Хадсон            | 5:58       |
| 11. | «Crazy»              | Стівен Тайлер, Джо Перрі, Дезмонд Чайлд          | 5:17       |
| 12. | «Line Up»            | Стівен Тайлер, Джо Перрі, Ленні Кравіц           | 4:02       |
| 13. | «Amazing»            | Стівен Тайлер, Річард Суппа                      | 5:56       |
| 14. | «Boogie Man»         | Стівен Тайлер, Джо Перрі, Джим Валлонс           | 2:16       |

## Сертифікації
| Регіон | Сертифікація  | Продажі    |
| --- | ------------- | ---------- |
| Аргентина (CAPIF) | 3× Платиновий | 180 000^   |
| Австралія (ARIA) | Золотий       | 35 000^    |
| Австрія (IFPI Austria) | Платиновий    | 50 000*    |
| Бельгія (BEA) | Платиновий    | 50 000*    |
| Бразилія (ABPD) | Золотий       | 100 000*   |
| Канада (Music Canada) | Діамантовий   | 1 000 000^ |
| Chile | Платиновий    | 25,000     |
| Данія (IFPI Denmark) | 3× Платиновий | 60 000     |
| Фінляндія (IFPI Finland) | Золотий       | 33,759     |
| Франція (SNEP) | Золотий       | 100 000*   |
| Німеччина (BVMI) | Платиновий    | 738,000    |
| Гонконг (IFPI Hong Kong) | Золотий       | 10 000*    |
| Indonesia | Золотий       | 25,000     |
| Israel | Золотий       | 20,000     |
| Японія (RIAJ) | 2× Платиновий | 425,000    |
| Мексика (AMPROFON) | Золотий       | 100 000^   |
| Нідерланди (NVPI) | Платиновий    | 100 000^   |
| Нова Зеландія (RIANZ) | Золотий       | 7500^      |
| Норвегія (IFPI Norway) | Платиновий    | 50 000*    |
| Philippines | Платиновий    | 40 000*    |
| Польща (ZPAV) | Золотий       | 50 000*    |
| Португалія (AFP) | Платиновий    | 40 000^    |
| Іспанія (PROMUSICAE) | Платиновий    | 100 000^   |
| Швеція (IFPI Sweden) | Платиновий    | 100 000^   |
| Швейцарія (IFPI Switzerland) | Золотий       | 25 000^    |
| Республіка Китай (RIT) | Золотий       | 25,000     |
| Thailand | Золотий       | 25,000     |
| Велика Британія (BPI) | Платиновий    | 300 000^   |
| США (RIAA) | 7× Платиновий | 7 000 000^ |
| *продажі, що базуються лише на сертифікаціях · ^відвантаження, що базуються лише на сертифікаціях · продажі+прослуховування, що базуються лише на сертифікаціях |               |            |